# 熊本総合車両所
熊本総合車両所（くまもとそうごうしゃりょうしょ）は、熊本県熊本市南区富合町にある九州旅客鉄道（JR九州）の新幹線用車両基地および車両工場である。本社鉄道事業本部新幹線部の管轄。

## 組織体系

### 本所
九州新幹線で使用される800系電車、N700系電車が配置される。本項で説明する。

### 大村車両管理室
西九州新幹線で使用されるN700S系電車が配置される。

## 概要
熊本駅から南方約10kmの場所に熊本方面への引込み線と連絡線が存在し、入出庫の際はこれら連絡線を経由する。
敷地面積は約20万m2、全長約1.4 km、全幅約150mの細長の構造であり、敷地内の建造物は台車検修場、車体検修場、車体塗装場2棟、検車庫、総合事務所などで構成され、加えて8両編成の新幹線電車を収容できる着発収容線13線を有している。
当車両所にはJR九州が所有する新幹線車両のうち九州新幹線に使う車両（西九州新幹線は熊本総合車両所大村車両管理室）が配置されており、車両の留置に加え、全般検査・台車検査・交番検査・仕業検査およびATC特性検査などの各種車両検修、車両の塗装などJR九州に所属する新幹線車両の全般的な整備を行っている。
2011年（平成23年）3月12日の九州新幹線博多 - 新八代間の開業に向けて設置された。2010年（平成22年）11月22日に当車両所が鉄道建設・運輸施設整備支援機構より移管され、川内新幹線車両センター（鹿児島県薩摩川内市）の機能を全面移転させ（川内基地は鹿児島中央発着便の夜間留置を行う電留線に規模縮小）、正式にJR九州の現業機関として開所、業務を開始した。2010年8月21日にオープニングセレモニーが行われ、同日には一般公開が行われた。
かつて、九州新幹線の車両は川内新幹線車両センター所属で、台車検査・全般検査の際は川内新幹線車両センターで機器と台車を取り外し、鹿児島県鹿児島市にある鹿児島総合車両所までトラックで陸送した上で行われていた。

## 配置車両の車体に記される略号
新幹線を意味する「幹」と、熊本の電報略号である「クマ」から構成された「幹クマ」となっている。

## 配置車両

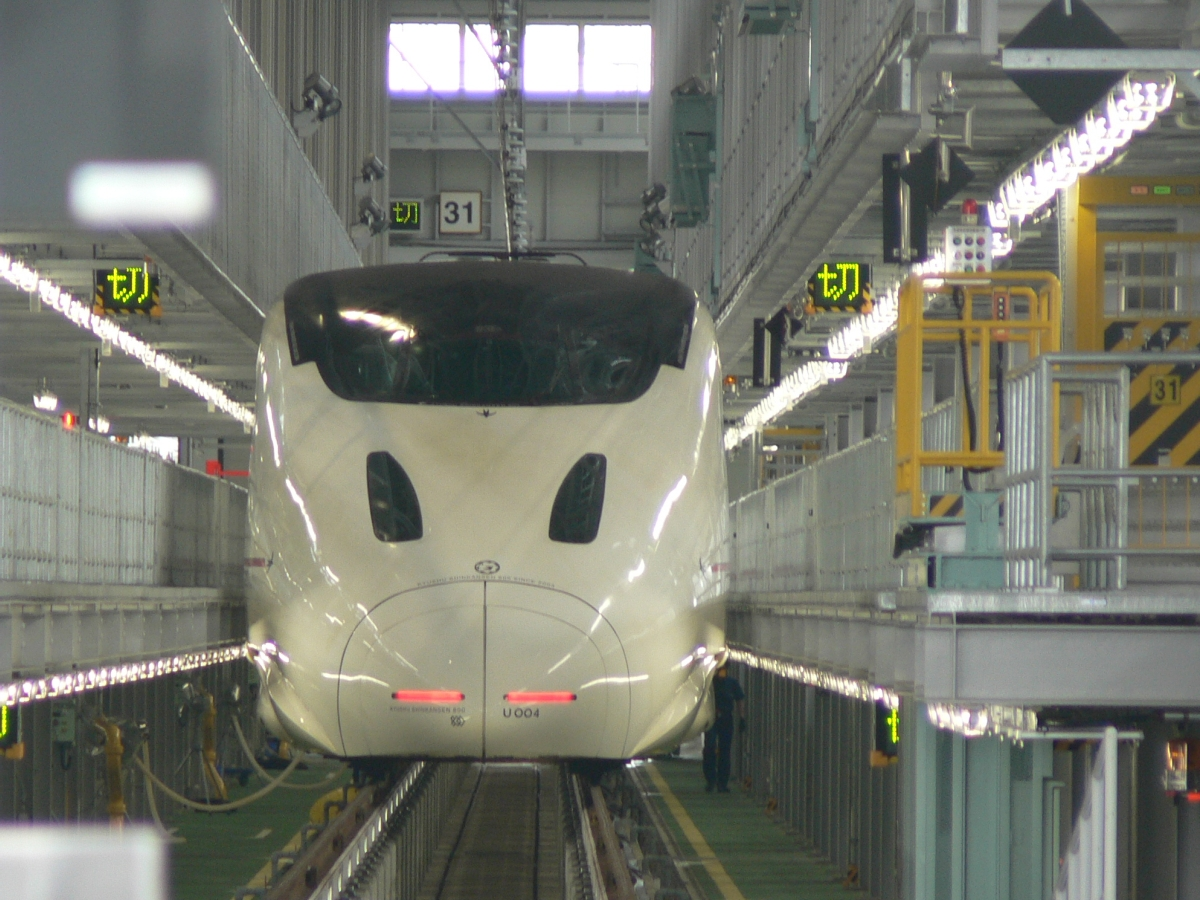
車庫内の800系U004編成

2021年（令和3年）4月1日現在の配置車両は以下のとおり。
- 800系電車（48両）
  - 0番台の6両編成5本（U001 - U004・U006編成）、1000番台の6両編成2本（U007・U009編成）、2000番台の6両編成1本（U008編成）が配置されている。U009編成をのぞき、すべて川内から転属したものである。
  - 「つばめ」を中心に運用されるが、一部の「さくら」にも使用される。
  - U005編成は2016年（平成28年）4月14日に発生した熊本地震で被災、2018年（平成30年）3月18日付で廃車となっている[6]。
- N700系電車（88両）
  - 8000番台の8両編成11本（R1 - R11編成）が配置されている。全車が新製時からの配属である。
  - 「みずほ」「さくら」を中心に運用されるが、一部の「つばめ」「ひかり」「こだま」にも使用される。

このほか、構内専用としてアント工業製車両移動機が配置されている。